# Pâncești (Bacău)
Pânceşti è un comune della Romania di 4 353 abitanti, ubicato nel distretto di Bacău, nella regione storica della Moldavia.
Il comune è formato dall'unione di 9 villaggi: Motoc, Dieneț, Fulgeriș, Pâncești, Petrești, Soci, Chilia Benei, Fundu Vaii, Dienet Deal.